# Northern Ireland Open (Snooker)
Die Northern Ireland Open sind ein 2016 eingeführtes Ranking-Turnier der Snooker Main Tour. Das Vorgängerturnier waren die Irish Open.

## Geschichte
Im April 2015 kündigte der WPBSA-Vorsitzende Barry Hearn an, dass das Turnier ab der Saison 2016/17, in Belfast, stattfinden wird und gemeinsam mit den English Open, den Scottish Open und den Welsh Open die neu eingeführte Home Nations Series bilden wird. Damit wanderte das Turnier aus der Republik Irland nach Nordirland als Teil des Vereinigten Königreiches.
Im Jahr 2020 wurde das Turnier wegen der COVID-19-Pandemie einmalig von Nordirland nach Milton Keynes in die Marshall Arena verlegt, in der auch fast alle anderen Turniere der Snooker-Saison 2020/21 ausgetragen wurden.
2021 kehrte das Turnier nach Belfast zurück, wobei die erste Runde als Qualifikationsrunde großenteils vorab in England ausgespielt wurde.
Der zu gewinnende Pokal trägt zu Ehren von Alex Higgins den Namen Higgins-Trophy.

## Modus
Alle Turniere sind Major-Ranglistenturniere der World Snooker Tour. Bis 2020 begannen die Northern Ireland Open ohne vorheriges Qualifikationsturnier mit 128 Spielern. 2021 wurde die erste Runde zur Qualifikationsrunde erklärt, die vorab an anderer Stelle ausgetragen wird. Alle Profispieler sind startberechtigt, zusätzlich darf der nordirische Verband zwei Wildcardspieler nominieren (2019 waren es einmalig vier Spieler). Haben mehr als 128 Spieler gemeldet, so werden vorher Ausscheidungsspiele ausgetragen. Wird die Zahl nicht erreicht, dann dürfen Amateurspieler nachrücken, die in der Gesamtwertung der vorhergehenden Q School („Order of Merit“) die besten Platzierungen erreicht hatten. Bis einschließlich Achtelfinale wird im Modus Best of 7 gespielt, im Viertelfinale Best of 9, im Halbfinale Best of 11 und im Finale dann Best of 17.

## Turnierstatistik
| Jahr                                                                       | Austragungsort                                                             | Sieger                                                                     | Ergebnis                                                                   | Finalist                                                                   | Sponsor                                                                    | Saison                                                                     |
| Northern Ireland Open (Ranglistenturnier) als Teil der Home Nations Series | Northern Ireland Open (Ranglistenturnier) als Teil der Home Nations Series | Northern Ireland Open (Ranglistenturnier) als Teil der Home Nations Series | Northern Ireland Open (Ranglistenturnier) als Teil der Home Nations Series | Northern Ireland Open (Ranglistenturnier) als Teil der Home Nations Series | Northern Ireland Open (Ranglistenturnier) als Teil der Home Nations Series | Northern Ireland Open (Ranglistenturnier) als Teil der Home Nations Series |
| -------------------------------------------------------------------------- | -------------------------------------------------------------------------- | -------------------------------------------------------------------------- | -------------------------------------------------------------------------- | -------------------------------------------------------------------------- | -------------------------------------------------------------------------- | -------------------------------------------------------------------------- |
| 2016                                                                       | Belfast – Titanic Exhibition Centre                                        | Mark King                                                                  | 9:8                                                                        | Barry Hawkins                                                              | Coral                                                                      | 2016/17                                                                    |
| 2017                                                                       | Belfast – Waterfront Centre                                                | Mark Williams                                                              | 9:8                                                                        | Yan Bingtao                                                                | Dafabet                                                                    | 2017/18                                                                    |
| 2018                                                                       | Belfast – Waterfront Centre                                                | Judd Trump                                                                 | 9:7                                                                        | Ronnie O’Sullivan                                                          | BetVictor                                                                  | 2018/19                                                                    |
| 2019                                                                       | Belfast – Waterfront Centre                                                | Judd Trump                                                                 | 9:7                                                                        | Ronnie O’Sullivan                                                          | 19.com                                                                     | 2019/20                                                                    |
| 2020                                                                       | Milton Keynes – Marshall Arena                                             | Judd Trump                                                                 | 9:7                                                                        | Ronnie O’Sullivan                                                          | Matchroom.live                                                             | 2020/21                                                                    |
| 2021                                                                       | Belfast – Waterfront Centre                                                | Mark Allen                                                                 | 9:8                                                                        | John Higgins                                                               | BetVictor                                                                  | 2021/22                                                                    |
| 2022                                                                       | Belfast – Waterfront Centre                                                | Mark Allen                                                                 | 9:4                                                                        | Zhou Yuelong                                                               | BetVictor                                                                  | 2022/23                                                                    |
| 2023                                                                       | Belfast – Waterfront Centre                                                | Judd Trump                                                                 | 9:3                                                                        | Chris Wakelin                                                              | BetVictor                                                                  | 2023/24                                                                    |
| 2024                                                                       | Belfast – Waterfront Centre                                                | Kyren Wilson                                                               | 9:3                                                                        | Judd Trump                                                                 | BetVictor                                                                  | 2024/25                                                                    |